# Cremastocheilus castaneus
Cremastocheilus castaneus är en skalbaggsart som beskrevs av August Wilhelm Knoch 1801. Cremastocheilus castaneus ingår i släktet Cremastocheilus och familjen Cetoniidae. Inga underarter finns listade i Catalogue of Life.